# دیدی کان
دیدی کان (انگلیسی: Didi Conn؛ زادهٔ ۱۳ ژوئیهٔ ۱۹۵۱) یک هنرپیشه اهل ایالات متحده آمریکا است. وی از سال ۱۹۶۲ میلادی تاکنون مشغول فعالیت بوده‌است.

## بخشی از فیلمشناسی
از فیلم‌ها یا برنامه‌های تلویزیونی که وی در آن نقش داشته‌است می‌توان به آثار زیر اشاره کرد.
- گریس (۱۹۷۸)
- گریس ۲ (۱۹۸۲)
- تماشاخانه آمریکایی (۱۹۸۲)
- توماس و راه‌آهن جادویی (۲۰۰۰)
- فریدا (۲۰۰۲)
- قانون و نظم: واحد قربانیان ویژه (۲۰۰۸)
- به وین خوش آمدید (۲۰۱۹)
- تقلید (۲۰۲۰)